# Kościół św. Anny w Babinku
Kościół św. Anny w Babinku – katolicki kościół filialny zlokalizowany we wsi Babinek w gminie Banie, w powiecie gryfińskim (województwo zachodniopomorskie). Należy do parafii św. Judy Tadeusza w Lubiczu.

## Historia
Kościół wzniesiony został na przełomie XIII i XIV wieku. Sytuowany jest na planie prostokąta. W XVIII wieku dobudowana została do niego wieża w konstrukcji ryglowej. Kościół spłonął w pożarze w 1907 roku, został odbudowany rok później jako budowla w stylu neoromańskim, z wysoką wieżą i wyodrębnionym prezbiterium w formie absydy. Po II wojnie światowej kościół został konsekrowany jako świątynia katolicka w dniu 28 lipca 1946 roku przez ks. Jana Palicę.
Wejście do kościoła znajduje się w ścianie bocznej. Wnętrze nakryte jest drewnianym stropem. Na ścianie zachodniej znajduje się empora. Zachowało się oryginalne wyposażenie z czasu odbudowy kościoła: dwa rzędy ławek i neogotycka ambona wykonana w Gdańsku w 1907 roku. W prezbiterium znajduje się XVIII-wieczny ołtarz ze wstawionym współcześnie obrazem św. Anny, po jego bokach umieszczone są dwa epitafia członków rodziny von Lenke, dawnych właścicieli Babinka.